# Krivica
Krivica – wieś w Słowenii, w gminie Šentjur. W 2018 roku liczyła 164 mieszkańców.